# ویدرنه دوم
ویدرنه دوم (در یونانی باستان: Ὑδάρνης، به لاتین: Hydarnes) از سرداران برجستهٔ ایرانی در دوران شاهنشاهی هخامنشی بود که در سدهٔ پنجم پیش از میلاد می‌زیست. او فرزند ویدرنه یکم، یکی از حامیان کلیدی داریوش یکم در به قدرت رسیدن، و از اعضای بلندپایهٔ خاندان یرواندی محسوب می‌شد. ویدرنه دوم نقش مهمی در جنگ‌های یونانی–ایرانی، به‌ویژه در لشکرکشی خشایارشا یکم به سرزمین‌های یونانی، ایفا کرد.

## پیشینهٔ خانوادگی
ویدرنه دوم از تبار اشرافی ایرانی بود. پدرش، ویدرنه یکم، یکی از هفت اشرافی بود که در سال ۵۲۲ پ.م. در براندازی بردیای دروغین (گئومات مغ) نقش ایفا کرد. خاندان او از نفوذ بالایی در دربار هخامنشی برخوردار بود و نسل‌به‌نسل در دستگاه اداری و نظامی شاهنشاهی ایفای نقش می‌کردند. ویدرنه دوم احتمالاً در نیمهٔ دوم سدهٔ ششم پ.م. زاده شد و در دربار داریوش بزرگ تربیت یافت.

## فرماندهی گارد جاویدان
ویدرنه دوم به فرماندهی گارد جاویدان، واحد نخبهٔ ارتش شاهنشاهی هخامنشی، منصوب شد. این گارد متشکل از ده هزار سرباز آموزش‌دیده بود که همواره در رکاب شاه بودند. منابع یونانی، به‌ویژه هرودوت، از ویدرنه به‌عنوان یکی از افراد مورد اعتماد خشایارشا یاد می‌کنند. فرماندهی او بر گارد جاویدان نشانگر جایگاه بسیار بالای او در ساختار قدرت هخامنشی است.

## مشارکت در جنگ‌های یونان
در جریان لشکرکشی خشایارشا به یونان در سال ۴۸۰ پ.م.، ویدرنه دوم از فرماندهان اصلی ارتش ایران بود. در نبرد ترموپیل، هنگامی که سپاه ایران به دلیل پایداری سپاهیان اسپارتی در تنگهٔ کوهستانی متوقف شده بود، ویدرنه مأمور شد با همراهی گارد جاویدان از مسیر مخفی کوهستانی (معروف به آنوپایا) عبور کرده و نیروهای یونانی را دور بزند. این حرکت موجب شکست محاصره و پیروزی ایران در نبرد شد.
در نبرد سالامیس، ویدرنه به‌جای حضور در درگیری دریایی، مأموریت داشت بخشی از نیروهای زمینی را در یونان حفظ کند. پس از شکست نیروی دریایی ایران در سالامیس، او همراه با شاه به آسیای صغیر بازگشت.

## پس از لشکرکشی
اطلاعات دقیقی دربارهٔ سرنوشت ویدرنه پس از بازگشت به آسیا در دست نیست، اما برخی منابع احتمال می‌دهند که او تا پایان عمر به عنوان ساتراپ پارت خدمت می‌کرده‌است. در کتیبه‌های بعدی، اشاره‌هایی به فرزندان یا نوادگان او دیده می‌شود که نشان‌دهندهٔ تداوم نفوذ خانوادهٔ ویدرنه در ساختار حکومت است.

## جایگاه در منابع تاریخی
ویدرنه دوم یکی از معدود اشراف‌زادگان ایرانی است که نام او به‌طور مستقیم در منابع یونانی چون تاریخ هرودوت ذکر شده‌است. این مسئله نشان‌دهندهٔ نقش برجستهٔ او در حوادث نظامی و سیاسی آن دوره است. هرودوت در توصیف شخصیت او، از توانمندی نظامی و وفاداری‌اش به شاه تمجید می‌کند.

## میراث
هرچند اطلاعات محدودی دربارهٔ زندگی شخصی ویدرنه دوم باقی مانده، اما فرماندهی او بر گارد جاویدان و نقش کلیدی‌اش در نبرد ترموپیل، او را به یکی از چهره‌های شناخته‌شده در تاریخ هخامنشیان بدل کرده‌است. مورخان معاصر از او به‌عنوان نمونه‌ای از نخبگان نظامی وفادار به ساختار شاهنشاهی یاد می‌کنند.